# Nebulosa California
La Nebulosa California (anche nota come NGC 1499) è una nebulosa ad emissione visibile nella costellazione di Perseo.
Fu scoperta da Edward Emerson Barnard nel 1884 ed è stata battezzata così perché la sua forma, ritratta nelle fotografie a lunga esposizione, ricorda lo Stato statunitense della California. È lunga circa 2,5°, ma si può osservare solo con dei potenti binocoli o un telescopio amatoriale; si osserva nella parte meridionale della costellazione. La sua distanza è stimata sui circa 1.000 anni luce dalla Terra.